# Руди Петовар
Рудолф Руди Петовар (Загреб, 22. април 1916 — Београд, 2004) био је учесник Народноослободилачке борбе и генерал-пуковник ЈНА.

## Биографија
Рођен је 9. априла 1916. године у Загребу. Његова породица потиче из Птуја у Словенији. Отац Вјекослав погинуо је као аустроугарски војник на фронту, свега неколико месеци по његовом рођењу. Након погибије оца, са мајком Аном се преселио у Марибор, где се она удала за Лавослава Грушовника. Године 1923. породица се преселила у Требиње, где је Руди завршио основну школу.
Од 1931. до 1936. похађао је Војну академију у Београду, након чега је добио чин поручника Југословенске војске. Службовао је у Мостару и Марибору. Фебруара 1941. примљен је на Вишу војну академију у Београду, али је његово даље школовање прекинуо почетак Другог светског рата у Југославији. У току Априлског рата налазио се на Скадарском фронту, а након капитулације Југословенске војске успео је да избегне заробљавање и врати се у Требиње, где се скривао до августа 1941. године.
Крајем августа, покушао је да илегално оде у Словенију, али је био ухапшен од стране окупационих власти и потом принудно мобилисан у Домобранство НДХ. Уз помоћ пријатеља, тузланског сликара Исмета Мујезиновића, успоставио је везу са Народноослободилачким покретом (НОП) и октобра 1941. се са својим водом прикључио партизанима у источној Босни. Својим војничким искуством, знатно је допринео усавршавању партизанског начина ратовања у источној Босни и њиховом супротстављању немачким, усташким и четничким јединицама.
Када је у августа 1942. у Шековићима формирана Шеста источнобосанска ударна бригада постављен је за начелника Штаба бригаде. Тада је примљен у чланство Комунистичке партије Југославије (КПЈ). Потом је био начелник Штаба Петнаесте мајевичке ударне бригаде. Новембра 1943. постављен је за начелника Штаба 27. источнобосанске дивизије, а новембра 1944. за начелника штаба Трећег ударног корпуса, са којим је учествовао у ослобођењу Сарајева 6. априла 1945. године.
Након рата, у чину генерал-мајора наставио је службу у Југословенској народној армији (ЈНА). Био је најпре начелник Штаба загребачке војне области, а након прекоманде у Београд 1952. обављао је различите дужности у Савезном секретаријату за народну одбрану. Вишу војну академију ЈНА завршио је 1953. године. Од 1967. до 1971. обављао је дужност помоћника Савезног секретара за народну одбрану генерала армије Николе Љубичића. У чин генерал-пуковника унапређен је у децембру 1968. године.
У другој половини 1960-их, у својству помоћника савезног секретара за народну одбрану за позадину, покренуо је структурну реформу Југословенске народне армије, а посебно војне индустрије. Са тимом стручњака радио је на рационализацији и ефикасности пословања војних установа и залагао се за смањење војног буџета. Због реформи које је покренуо, дошао је у сукоб са генералом Љубичићем, након чега је у пролеће 1971. отишао у пензију.
Објавио је монографију Шеста источно-босанска пролетерска бригада (1953). За друго и проширено издање, које је припремио и објавио заједно са Савом Трикићем 1982. године, добио је Четвртојулску награду.
Носилац је Партизанске споменице 1941. и других југословенских одликовања, међу којима су Орден ратне заставе, Орден заслуга за народ са златном звездом и др. Године 1971. одликован је француским орденом Легије части у рангу официра.